# Jafta Masemola
Jafta Kgalabi Masemola (12 de dezembro de 1929 — 17 de abril de 1990), também conhecido como o Tigre de Azânia e Bra Jeff foi um ativista antiapartheid, professor e fundador do braço armado do Congresso Pan-Africano de Azânia. Passou 27 anos na prisão sul-africana durante a era do apartheid na África do Sul e foi solto em outubro de 1990, um pouco antes da legalização do CPA e do CNA feita por F. W. de Klerk. Ele cumpriu a pena mais longa de todos os prisioneiros políticos na prisão da ilha Robben na África do Sul.
Masemola era professor na township de Atteridgeville em Pretória na década de 1950.
Junto com Robert Sobukwe, Masemola cofundou o CPA em 1959 em Soweto. Na sequência, trabalhou para a juventude do partido Atteridgeville e depois liderou a ala militar do CPA, Poqo.
Em 1962, Masemola foi preso e condenado por contrabandear indivíduos para fora do país para treinamento militar e explodir linhas de força. Ele ficou preso na ilha Robben. Foi solto da prisão em 15 de outubro de 1989 junto com os membros do CNA Ahmed Kathrada, Raymond Mhlaba, Wilton Mkwayi, Andrew Mlangeni, Oscar Mpetha, Elias Motsoaledi e Walter Sisulu.
Masemola morreu em um acidente de carro logo após sua libertação em 1990.